# Resolució 2440 del Consell de Seguretat de les Nacions Unides
La Resolució 2440 del Consell de Seguretat de les Nacions Unides, fou adoptada el 31 d'octubre de 2018. Després de recordar les resolucions anteriors sobre el Sàhara Occidental i donar la benvinguda a la decisió per part del Marroc, el Polisario, Algèria i Mauritània d'acceptar la invitació de l'Enviat Personal del Secretari General, Horst Köhler, a participar en una taula rodona a Ginebra el 5-6 de novembre de 2018, el Consell va acordar ampliar sis mesos el mandat de la Missió de les Nacions Unides per al Referèndum del Sàhara Occidental (MINURSO) fins al 30 d'abril de 2019. També insta a les parts a abstenir-se d'accions que puguin soscavar les negociacions, cridant específicament al Polisario perquè accepti les recomanacions de l'Enviat Especial pel que fa a Bir Lahlu, Tifariti i la zona de separació de Guerguerat.